# 佩斯科夫卡 (基洛夫州)
佩斯科夫卡（羅馬化：Peskovka）是俄罗斯基洛夫州的市级镇，属奥穆特宁斯克区，位于伏尔加河流域内卡马河支流维亚特卡河畔，地处基洛夫州东北部，在区行政中心奥穆特宁斯克及州府基洛夫东北方。设有铁路车站。
该地2021年人口有3,722人；2010年人口4,724；2002年人口6,957；1989年人口7,888。